# 현충사관리소
현충사관리소(顯忠祠管理所)는 충무공 이순신장군의 사적·유물 등이 있는 곳을 보존·관리하여 민족수호의 유지를 전승하고 애국충정의 정기를 선양하기 위한 사무를 관장하는 대한민국 국가유산청의 소속기관이다. 1969년 1월 1일 발족하였으며, 충청남도 아산시 염치읍 현충사길 126에 위치하고 있다. 소장은 서기관·기술서기관 또는 학예연구관으로 보한다.

## 연혁
- 1932년 6월 5일: 현충사 중건(重建), 영정봉안(影幀奉安) - 이충무공 유적보존회와 동아일보사가 성금 모금.
- 1959년 5월 22일: 이충무공 묘소를 사적 제112호로 지정 - 충남 아산시 음봉면 어라산 일대.
- 1962년 3월 1일: 충청남도에서 경내확장 및 유물전시관 신축.
- 1962년 4월 28일: 제417회 이충무공 탄신 기념제전(이후 매년 거행).
- 1967년 1월 16일: 4월 28일을 이충무공 탄신기념일로 제정 고시.
- 1967년 3월 18일: 현충사를 사적 제155호로 지정 - 충남 아산군 염치면 백암리 일대.
- 1967년 4월 8일: 다례의식(茶禮儀式) 절차 제정 - 제422회 탄신기념일(1967년 4월 28일)부터 시행.
- 1969년 1월 1일: 문화공보부 소속으로 현충사관리소를 설치.[4]
- 1973년 10월 30일: 현충사에 봉안된 영정(影幀)을 표준영정으로 지정.
- 1974년 2월 9일: 음봉분소 설치.[5]
- 1990년 1월 3일: 문화부 소속으로 변경.[6]
- 1993년 3월 6일: 문화체육부 소속으로 변경.[7]
- 1998년 2월 28일: 문화관광부 소속으로 변경.[8]
- 1999년 5월 24일: 문화재청 소속으로 변경.[9]

## 조직

### 소장
- 기획운영과[10]
- 관리과[11]

### 소속기관
| 명칭     | 위치                                  | 관할구역     |
| -------- | ------------------------------------- | ------------ |
| 음봉분소 | 충청남도 아산시 음봉면 고룡산로 12-38 | 이충무공묘역 |

## 같이 보기
- 현충사
- 이순신